# Крутці (Новоуспенська сільрада)
Крутці (рос. Крутцы) — присілок в Ветлузькому районі Нижньогородської області Російської Федерації.
Населення становить 5 осіб. Входить до складу муніципального утворення Новоуспенська сільрада.

## Історія
Від 2009 року входить до складу муніципального утворення Новоуспенська сільрада.

## Населення
| 2002 | 2010 |
| ---- | ---- |
| 12   | ↘5   |